# Natalia Cordova-Buckley
Natalia Cordova-Buckley, de vegades acreditada com Natalia Córdova, (Ciutat de Mèxic, 25 de novembre de 1982) és una actriu mexicana. És coneguda sobretot per protagonitzar Elena "Yo-Yo" Rodriguez a la sèrie dramàtica de superherois d'ABC Marvel's Agents of SHIELD (2013-2020).

## Primers anys de vida
Cordova-Buckley va néixer a Ciutat de Mèxic i va créixer a Cancun. El seu avi és Pancho Córdova, actor del cinema mexicà i americà, a qui no va conèixer mai.
Cordova-Buckley va rebre formació clàssica com a ballarina de ballet, formant-se amb Fernando Alonso a la companyia de dansa Centro de Arte Siglo XXI. Considerant que l'ocupació era massa restrictiva, va decidir convertir-se en actriu. Havia reconsiderat l'actuació després d'intentar evitar-la a causa de ser objecte de burles per la seva veu a la seva joventut. Va dir: "els nens no em perseguien quan jugàvem a pillar perquè deien que cridava com un Godzilla. No era només la meva veu, sinó [també] el fet que tinc una personalitat força forta i que sempre era molt franca i amb opinió."
Als 17 anys, es va traslladar als Estats Units després de ser acceptada al departament de teatre de la University of North Carolina School of the Arts, un programa de batxillerat en belles arts per a adults. Després de graduar-se, va assistir al conservatori de teatre de l'Institut de les Arts de Califòrnia.

## Carrera
Cordova-Buckley va debutar com a actor a la sèrie de comèdies i drames mexicans Los simuladores (2008-2009). A continuació, va fer papers secundaris en nombroses pel·lícules en castellà, com ara Sucedió en un día (2010) i Lluvia de Luna (2011). Va obtenir el seu primer paper principal a la pel·lícula dramàtica Ventanas al mar (2012), al costat dels veterans actors Charo López i Fernando Guillén.
Cordova-Buckley va obtenir el seu primer paper d'actriu als Estats Units a la pel·lícula de drama esportiu McFarland, USA (2015), al costat de Kevin Costner. Gairebé havia deixat d'actuar abans d'obtenir el paper d' Elena "Yo-Yo" Rodriguez a la sèrie dramàtica de superherois d'ABC Marvel's Agents of SHIELD (2013-2020), aconseguint un major reconeixement en el procés. Durant la quarta temporada de la sèrie, va encapçalar una minisèrie de 6 capítols, Slingshot, que es va estrenar en línia el 13 de desembre de 2016. La sèrie va ser nominada al Premi Emmy Primetime per a sèries dramàtiques o comèdies de forma curta destacades.
El 2017, va actuar com l'advocada Julia Ramos a la sèrie dramàtic de terror d'A&E Bates Motel, on va treballar al costat de Vera Farmiga i Freddie Highmore. Aquell mateix any, va fer el paper de l'artista Frida Kahlo a la pel·lícula musical d'animació Disney - Pixar Coco, que va guanyar l'Oscar a la millor pel·lícula animada.
El 2018, Cordova-Buckley va interpretar la Detectiu Gavras a la pel·lícula de thriller criminal Destroyer, al costat de Nicole Kidman.

## Vida personal
Cordova-Buckley està casada amb el músic i actor Brian Buckley des del 2011. Junts, la parella resideix a Los Angeles amb els seus dos gossos, Lorca i Bukowski.
Una de les seves inspiracions i models va ser l'artista Frida Kahlo, a qui va interpretar a Coco.

## Filmografia

### Pel·lícules
| Any  | Títol               | Paper              | Notes            |
| ---- | ------------------- | ------------------ | ---------------- |
| 2010 | Sucedió en un dia   | Natalia            |                  |
| 2011 | Lluvia de Luna      | Marta              |                  |
| 2011 | Ella y el candidato | Andrea             |                  |
| 2012 | Ventanas al mar     | Ana                |                  |
| 2014 | Yerbamala           | Bárbara            |                  |
| 2015 | McFarland, EUA      | Senyora Valles     |                  |
| 2015 | Vàmonos             | Del                | Pel·lícula curta |
| 2016 | Icebox              | Gabriela Fernandez | Pel·lícula curta |
| 2017 | Welcome Back        | Carmen             | Pel·lícula curta |
| 2017 | Coco                | Frida Kahlo (veu)  |                  |
| 2018 | Destroyer           | Det. Gavras        |                  |

### Televisió
| Any       | Títol                                | Paper                   | Notes                        |
| --------- | ------------------------------------ | ----------------------- | ---------------------------- |
| 2008-2009 | Los simuladores                      | Natàlia                 | 6 episodis                   |
| 2008      | Terminales                           | Rita                    | 2 episodis                   |
| 2010      | Los minondo                          | Isabel                  | Paper principal; 10 episodis |
| 2011      | Bienes raíces                        | Olga                    | 4 episodis                   |
| 2016-2020 | Marvel's Agents of SHIELD            | Elena "Yo-Yo" Rodriguez | Paper principal; 62 episodis |
| 2016      | Marvel's Agents of SHIELD: Slingshot | Elena "Yo-Yo" Rodriguez | Paper principal; 6 episodis  |
| 2017      | Bates Motel                          | Julia Ramos             | 2 episodis                   |